# Heliura fulvipicta
Heliura fulvipicta là một loài bướm đêm thuộc phân họ Arctiinae, họ Erebidae.